# Степанівська сільська рада (Лугинський район)
Степанівська сільська рада — колишня адміністративно-територіальна одиниця та орган місцевого самоврядування у Лугинському і Олевському районах Коростенської і Волинської округ, Київської й Житомирської областей Української РСР та України з адміністративним центром у с. Степанівка.

## Населені пункти
Сільській раді були підпорядковані населені пункти:
- с. Степанівка
- с. Старі Новаки

## Населення
Кількість населення ради станом на 1923 рік становила 1 679 осіб, кількість дворів — 331.
Відповідно до результатів перепису населення СРСР, кількість населення ради станом на 12 січня 1989 року становила 586 осіб.
Станом на 5 грудня 2001 року, відповідно до перепису населення України, кількість мешканців сільської ради становила 452 особи.

## Склад ради
Рада складалася з 12 депутатів та голови.

### Керівний склад сільської ради
| ПІБ                           | Основні відомості                                                                 | Дата обрання | Дата звільнення |
| ----------------------------- | --------------------------------------------------------------------------------- | ------------ | --------------- |
| Дрозд Василь Миколайович      | Сільський голова, 1968 року народження, освіта, член Української Народної Партії  | 26.03.2006   | 31.10.2010      |
| Дрозд Василь Миколайович      | Сільський голова, 1968 року народження, освіта вища, член аграрної партії України | 31.10.2010   | 05.03.2013      |
| Медведський Микола Степанович | Сільський голова, 1973 року народження, освіта вища, безпартійний                 | 15.12.2013   |                 |

Примітка: таблиця складена за даними джерела

## Історія
Створена 1923 року в складі сіл Макаківка, Рудня-Макаківська та Степанівка Лугинської волості Коростенського повіту Волинської губернії. У 1936 році села Макаківка та Рудня-Макаківська підпорядковані новоутвореній Макаківській (згодом — Старосільська) сільській раді Лугинського району.
Станом на 1 вересня 1946 року сільська рада входила до складу Лугинського району Житомирської області, на обліку в раді перебувало с. Степанівка.
11 серпня 1954 року, відповідно до указу Президії Верховної ради Української РСР «Про укрупнення сільських рад по Житомирській області», підпорядковано села Нові Новаки та Старі Новаки ліквідованої Староноваківської сільської ради Лугинського району. 2 вересня 1954 року, відповідно до рішення Житомирського облвиконкому № 1087 «Про перечислення населених пунктів в межах районів Житомирської області», с. Нові Новаки передано до складу Старосільської сільської ради Лугинського району.
На 1 січня 1972 року сільська рада входила до складу Лугинського району Житомирської області, на обліку в раді перебували села Старі Новаки та Степанівка.
У 2018 році територію та населені пункти ради приєднано до складу Лугинської селищної територіальної громади Лугинського району Житомирської області.
Входила до складу Лугинського (7.03.1923 р., 8.12.1966 р.) та Олевського (30.12.1962 р.) районів.